# Épico de Manas

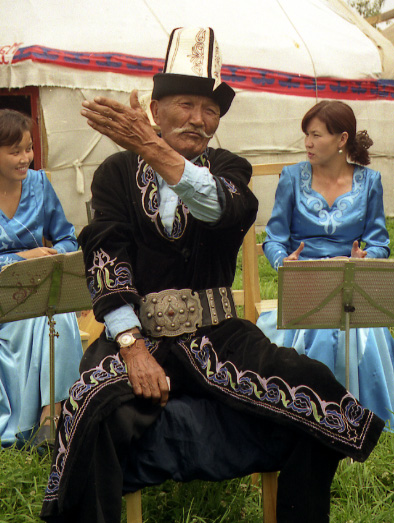
Um manaschi quirguiz a declamar o poema épico em Karakol

O Épico de Manas (em quirguiz: Манас) é um poema épico tradicional do povo quirguiz que data do século XVIII, embora seja possivelmente mais antigo. O governo do Quirguistão celebrou o milésimo aniversário de seu autor, Manas, em 1995; o herói epônimo de Manas e seu inimigo oirate Joloy foram mencionados pela primeira vez num manuscrito persa que data de 1792-3. Em pelo menos uma de suas dezenas de iterações, o poema consiste de aproximadamente 500.000 versos; enquanto historiadores quirguizes consideram-no o mais longo poema épico da história, o épico sânscrito Maabárata e o Épico do Rei Gesar tibetano são mais longos. A diferença estaria no número de versos; Manas tem mais versos, embora sejam mais curtos que os das outras obras.
O épico conta majoritariamente das batalhas dos quirguizes com chineses e calmucos, e da vida de Manas, seu filho Semetei e seu neto Seitek. Apesar de ter sido provavelmente originado em meados do século XV, Manas só foi posto em forma escrita em 1885.
Manas é uma obra clássica da literatura quirguiz, e partes dele são comumente recitadas por trovadores chamados Manaschis (em quirguiz: Манасчы). De acordo com a lenda, as pessoas se tornam Manaschis após terem um sonho com os personagens do épico dizendo que elas devem seguir a profissão. Senão, elas podem ficar aleijadas ou doentes, ou até morrerem.
Existem mais de 65 variantes do poema atualmente. A influência de Manas no Quirguistão é tão grande que o principal aeroporto do país recebe seu nome. "Manas" também é o nome de uma ordem militar no Quirguistão, assim como o nome de um asteróide, descoberto em 1979 pelo astrônomo soviético Nikolai Stepanovich Chernykh.